# A sangre y fuego (trilogía polaca)
A sangre y fuego (en polaco: Ogniem i Mieczem) es una novela del escritor Henryk Sienkiewicz publicada en 1884. 
La novela relata las aventuras de un oficial polaco llamado Juan Skrzetuski, quien se enamora de la princesa Elena Kurcewiczówna mientras estalla la Rebelión de Jmelnytsky. Juan Skrzetuski, tiene constantemente que posponer sus deseos anteponiendo a estos su deber y son en muchas ocasiones sus amigos los que le ayudan a conseguir sus objetivos.
A sangre y fuego, primera parte de la Trilogía Polaca continua con "El diluvio" y con “Un héroe polaco”. 
Gracias a su popularidad, la novela ha sido objeto de adaptaciones al cine.

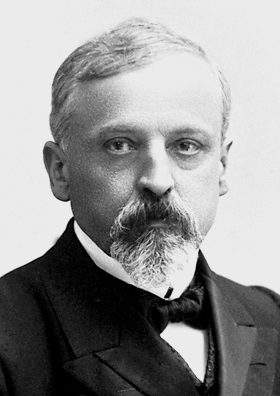
Henryk Sienkiewicz autor de “A sangre y fuego”

## Argumento
La historia comienza con el intento de asesinato de un hombre en la estepa ucraniana. El asesinato es evitado por soldados polacos que se encuentran bajo el mando de Juan Skrzetuski, teniente de coraceros que regresaba de una embajada ante el Kan de Crimea. Tras compartir la cena con la víctima, esta se presenta como Zenobio Abdank, hidalgo de la provincia de Kiev, pero a la hora de despedirse este le descubre que su auténtica identidad es Bohdán Jmelnytsky.
Tras llegar Juan Skrzetuski a Cherín y dar noticias de su embajada al príncipe Jeremías Visnovieski se entera de que Bohdán Jmelnytsky huía de la autoridad polaca con documentos por medio de los cuales los cosacos podían exigir condiciones de nobleza con el fin de armar una revolución.

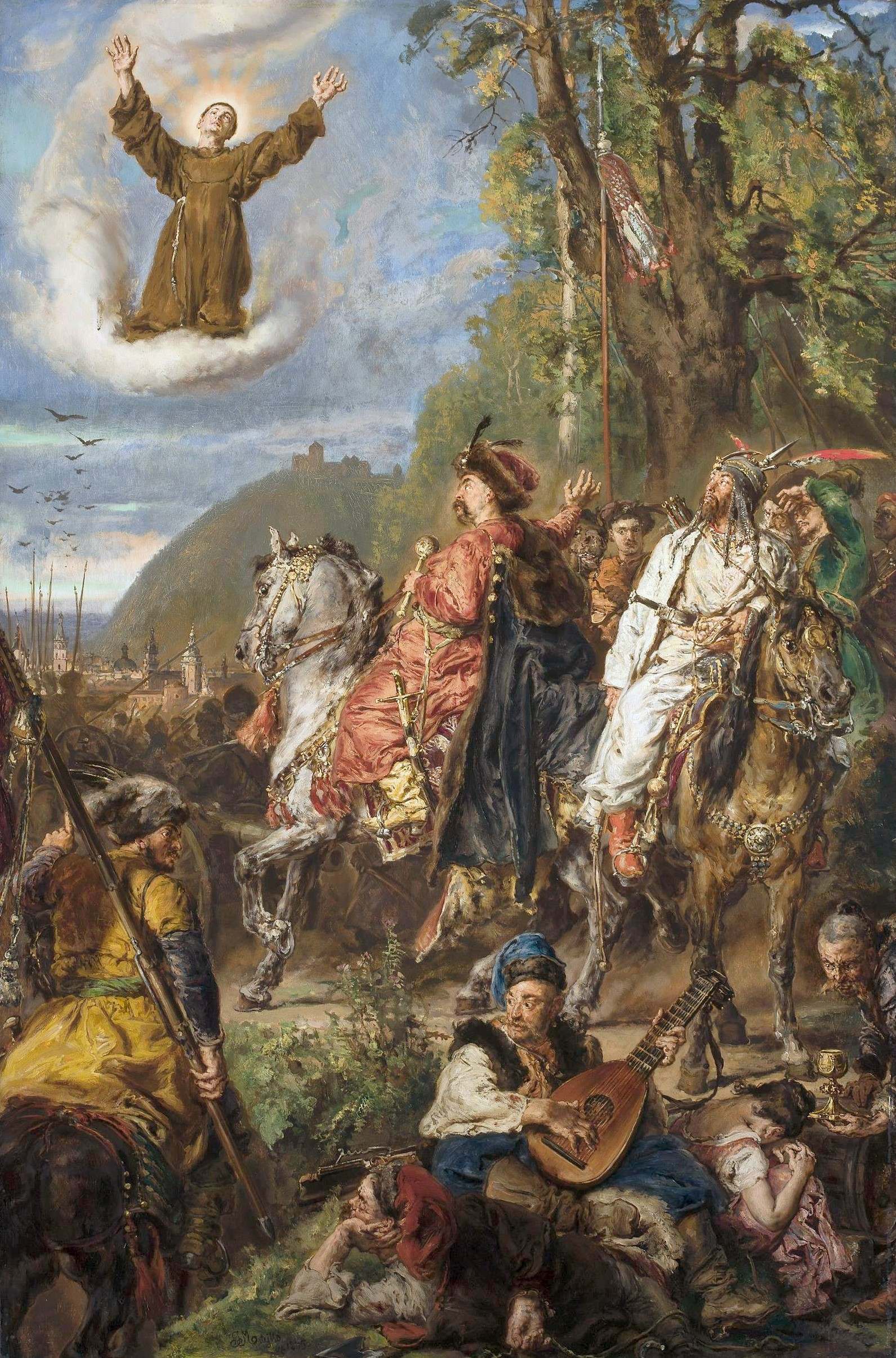
Bohdán Jmelnytsky y Tugay Bey cerca de Lviv

Tras enterarse de esta desgracia marchó junto a Juan Zagloba y Longinos Podbipieta hacia Lublin pero en un recodo del camino se encontraron con un carruaje con el eje roto y junto al carruaje dos mujeres, Elena Kurcewiczówna, hija del príncipe Basilio Kurzevik y su tía. Desde un primer momento Juan se enamora de Elena y acompaña a las mujeres hasta su hogar en Rozloghi. Allí conocerán a los cuatro hijos de la tía de Elena y a Bohun, un cosaco amigo de los primos de Elena y que era considerado casi como un hijo más.
Tras celebrar una fiesta en la hacienda de los Kurzevik, Juan Skrzetuski, que ya sabe que su amor es correspondido, se atreve a pedir la mano de Elena pero en primer momento se la rechazan con la excusa de que ya estaba comprometida con Bohun, sin embargo Juan no se da por vencido y comprende que lo que realmente quiere la tía de Elena es entregarla a un plebeyo para de esa forma quedarse ella con sus posesiones que pertenece realmente a la huérfana. Finalmente llega a un acuerdo, Elena será mujer de Juan pero la hacienda de Rozloghi será para la vieja. Finalmente la tía de Elena acepta pero acuerdan mantenerlo en secreto por miedo a la reacción de Bohun.
Al llegar a Lublin, el príncipe Jeremias Visnovieski mandó a Juan Skrzetuski como embajador ante los cosacos con la esperanza de convencerlos de que no siguieran a Bohdán Jmelnytsky ante lo que parte presuroso pero antes de llegar a la isla deSitch envía a su criado Redian con cartas para Elena.

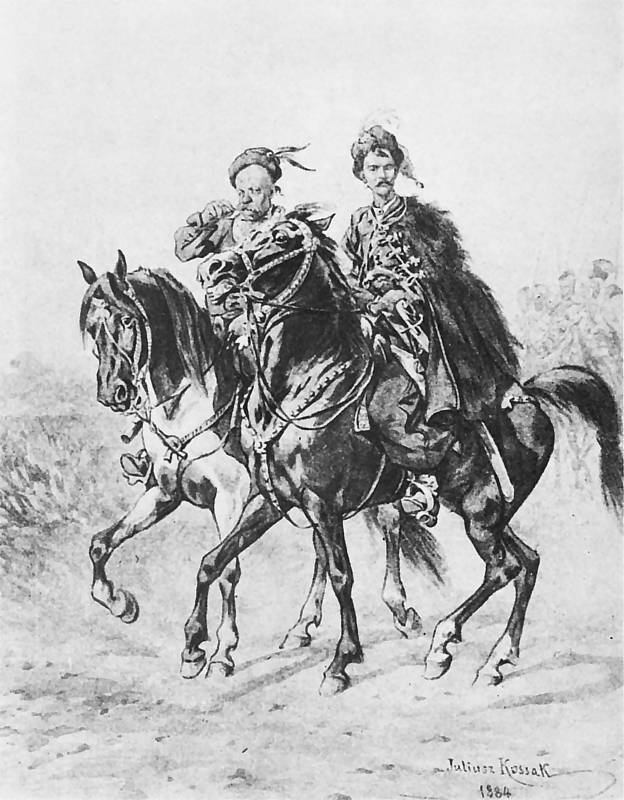
Juan Zagloba y Bohun. Obra de Juliusz Kossak

Sin embargo las cosas se complican y las cartas son interceptadas por Bohun quien inmediatamente marcha con una partida de cosacos hacía Rozloghi. Al llegar a la hacienda la familia está cenando y Bohun llega con aparente naturalidad pero tras preguntar si se le va a entregar a Elena en matrimonio pide a Juan Zagloba que lea la carta de amor interceptada tras lo que manada asesinar a toda la familia, excepto a Elena. Tras la matanza, los cosacos se dedicaron a emborracharse mientras que Bohun tuvo que retirarse con heridas de sable. Juan Zagloba, que estimaba a Juan Skrzetuski aprovechó la embriaguez de los cosacos para huir con Elena.

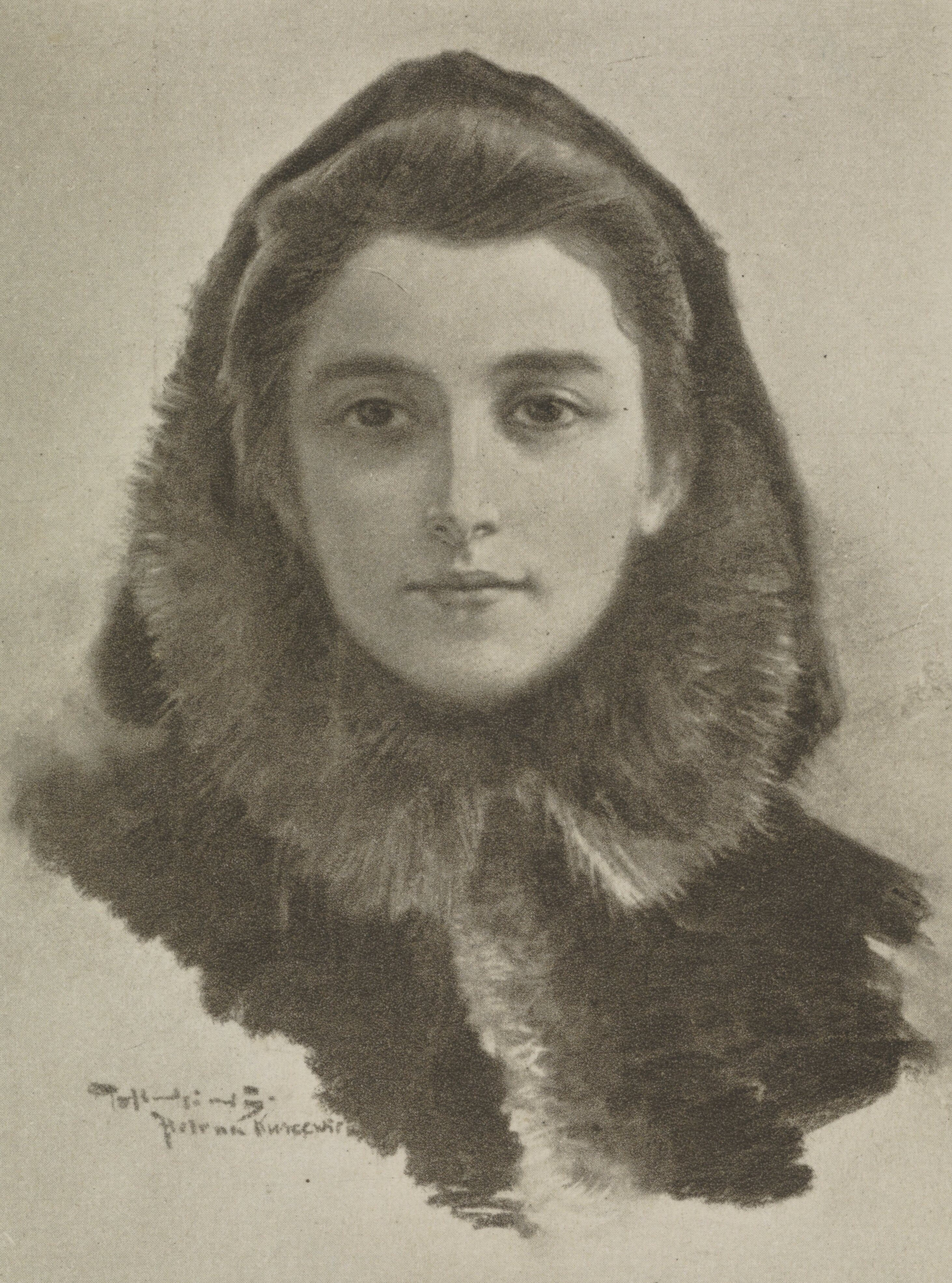
Elena Kurcewiczówna. Obra de Piotr Stachiewicz

Mientras tanto, la delegación polaca había sido atacada por los cosacos y solo Juan Skrzetuski sobrevivió gracias a que el salvó anteriormente la vida a Bohdán Jmelnytsky. Prisionero de los cosacos asiste a las derrotas polacas en la batallas de las Aguas Amarillas y de Korsun y al saqueo de varias ciudades.
Con el país saqueado por los cosacos y sufriendo graves peligros, Juan Zagloba y Elena marchan disfrazados de un viejo músico ciego con tiorba y de su joven sirviente hasta que por fin Elena se refugia finalmente en un monasterio en Bar.
Juan Skrzetuski, es por fin liberado y al enterarse de la matanza perpetrada en Rozloghi sufre profundamente temiendo lo peor. Finalmente se encuentra con Juan Zagloba quien le explica que se encuentra a salvo en Bar.
Por desgracia no todo va a ser tan fácil y tras luchar contra los cosacos llegaron malas noticias. Bar había sido tomada y Elena había sido capturada por Bohun.

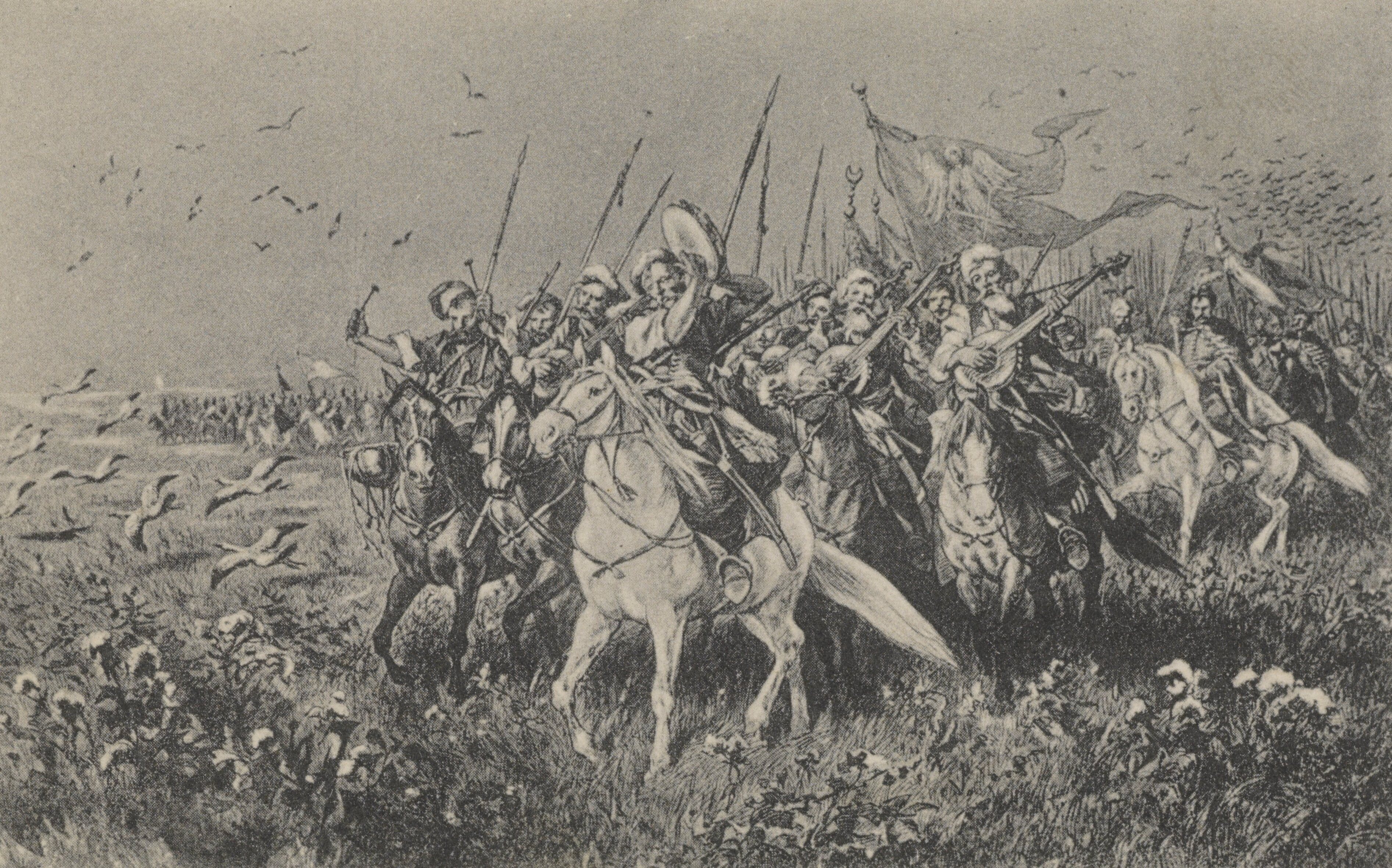
El ejército cosaco. Obra de Juliusz Kossak

Bohun, la condujo a un lugar apartado en la estepa y la dejó bajo el cuidado de una bruja llamada Hordyna, a la que ordena que la trate con respeto.
Poco después se iniciaron conversaciones de paz en Varsovia. Bohun, que fue en la delegación cosaca se encontró con Juan Zagloba y tras abalanzarse contra él tiene que batirse en duelo con Miguel Volodiovski quien lo vence y lo hiere en la cabeza.
Redian, sirviente de Juan Skrzetuski, ayudó a Bohun a curarse y gracias a ello pudo saber donde se encontraba la princesa Elena y con la ayuda de Miguel Volodiovski y Juan Zagloba la rescataron de las manos de Hordyna.
Poco después, al fracasar las negociaciones, las fuerzas cosacas ponen bajo asedio la ciudad de Zbaraj que es defendida por Jeremias Visnovieski y donde se encuentran Juan Skrzetuski y sus amigos quienes no le han informado de la liberación de Elena porque sienten que la desgracia los persigue y no quieren hacer sufrir más a su amigo.
Tras varios ataques fallidos por parte de los cosacos la situación de los polacos empieza a ser desesperada y Longinos se ofrece voluntario para atravesar el campamento cosaco y buscar ayuda, sin embargo es descubierto y tras matar a varios cosacos cae muerto heroicamente ensartado en varias flechas.

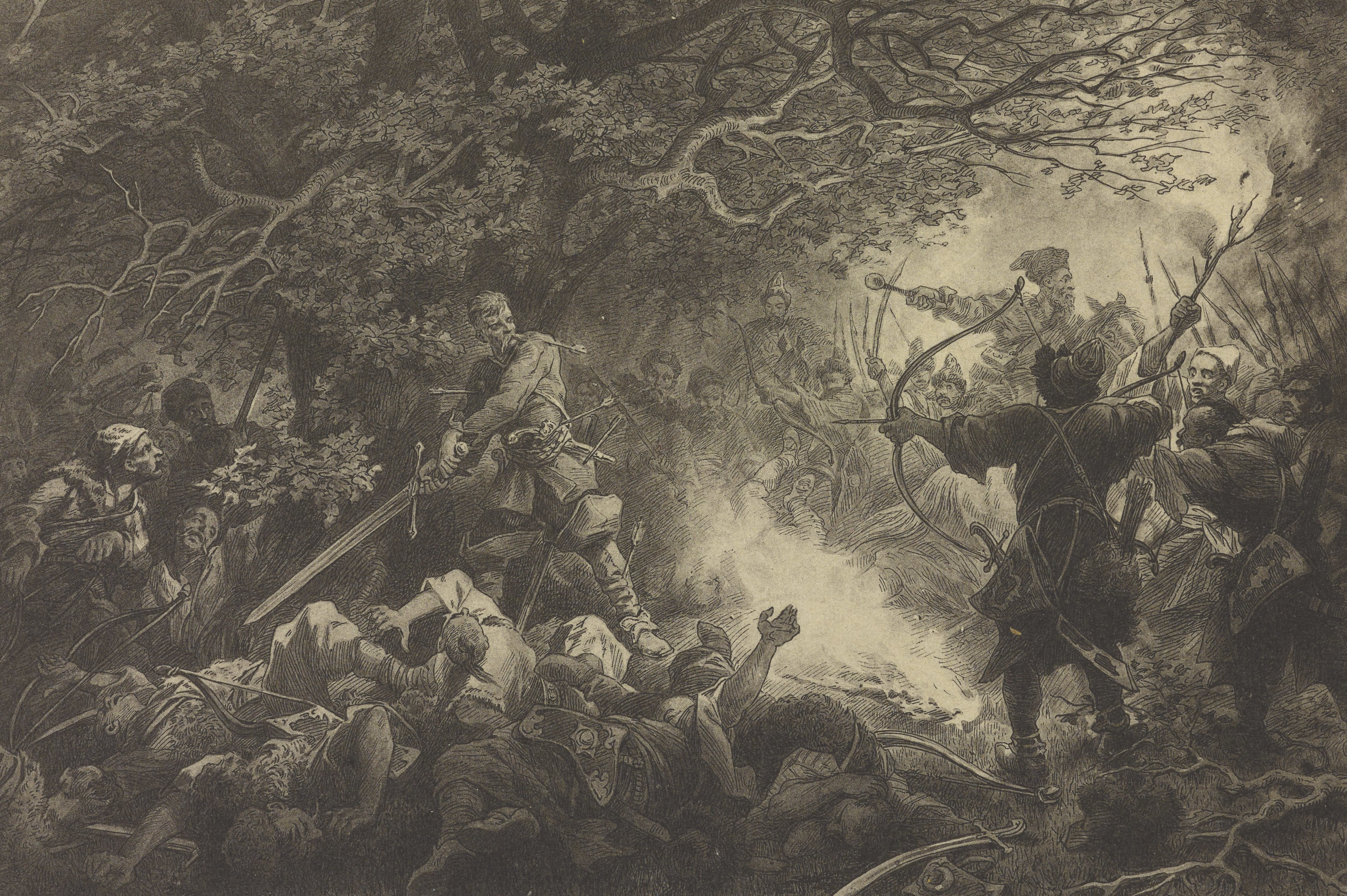
La muerte de Longinos Podbipieta. Obra de Juliusz Kossak

Al día siguiente los cosacos dieron un nuevo asalto y llevaban en una torre de asalto el cuerpo de Longinos colgado. La furia de los polacos hizo que en la salida que realizaron murieran muchos cosacos y recuperaran el cuerpo que fue enterrado cristianamente.
Tras el fracaso de Longinos, Juan Skrzetuski sería el siguiente en realizar una salida. Para ello intentaría transitar por un pantano y siguió el curso del río hasta cruzar el campamento cosaco. Finalmente pudo escapar y llegó hasta el palacio de Toporov donde se encontraba Juan II Casimiro Vasa, quien tras escucharle se decidió por fin a acudir a Zbaraj a ayudar a Jeremias Visnovieski. 

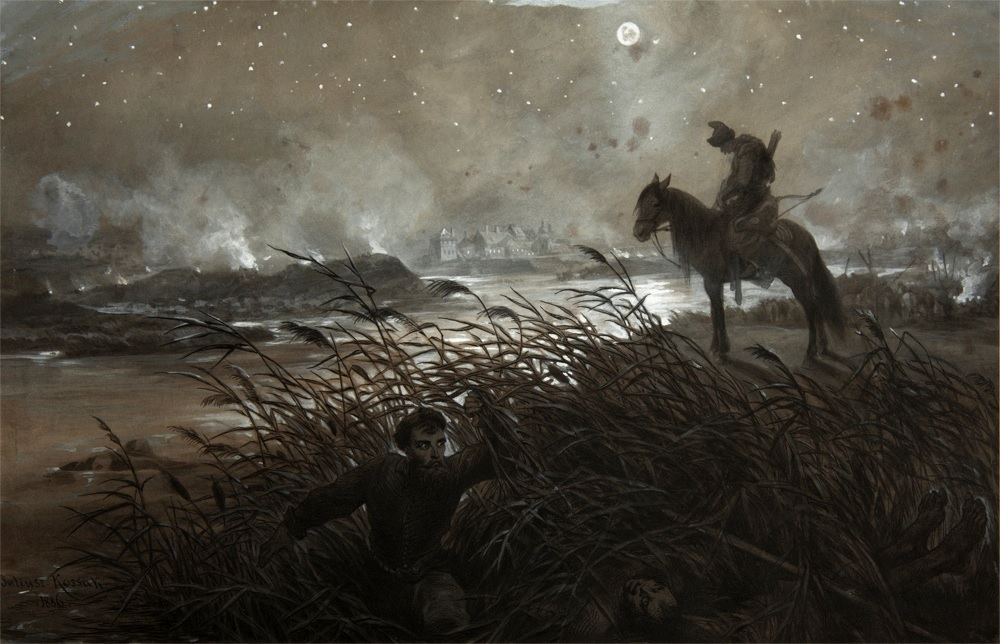
Juan Skrzetuski en el pantano. Obra de Juliusz Kossak

Juan Skrzetuski no pudo acompañarlos ya que se encontraba enfermo y tenía que guardar cama. Pero ante su sorpresa apareció su criado Redian con la princesa Elena.
Finalmente se llega a un acuerdo entre los polacos y los cosacos que sin embargo no es duradero por lo que poco después tiene lugar la batalla de Beresteczko en la que los tártaros y los cosacos se enfrentan a los polacos. Tras varios días de combate, los tártaros de Islam Giray huyen y se llevan con ellos a Bohdán Jmelnytsky por lo que el mando de las tropas cosacas recaé en Bohun. Tras varios días se mantiene la situación pero finalmente los cosacos son derrotados.

## Personajes

### Personajes ficticios
- Juan Skrzetuski: teniente de coraceros del príncipe Jeremias Visnovieski, es el modelo de soldado impecable característica que se encuentra en su lema “patriotismo, fe y honor”. Mantiene una fiera enemistad con Bohun por conseguir la mano de Elena.
- Elena Kurcewiczówna: noble polaca, huérfana vive con sus tía y sus primos que quieren desposeerla de su herencia. Se enamora de Juan Skrzetuski pero sufrirá el rapto por parte de Bohun.
- Juan Zagobla: noble polaco, viejo, corpulento y jovial. Ejemplo del noble sármata mezcla el polaco con el latín y se caracteriza por su tendencia a la exageración y a la comicidad.
- Longinos Podbipieta: noble lituano que porta una gran espada, herencia de la batalla de Grunwald y que mantiene una promesa por la que no podrá casarse hasta que haya cortado tres cabezas de un solo tajo. Longinos es un personaje cómico cuyas cualidades físicas más destacadas son su alta altura y sus poblados bigotes.
- Miguel Volodiovski: noble polaco, oficial de dragones. De baja estatura, Miguel es un ejemplo de fidelidad y amistad. A su facilidad para enamorarse acompaña una endiablada habilidad con el sable.
- Redian: sirviente de Juan Skrzetuski. Posee una gran astucia con la que logra siempre sus objetivos. Será de gran ayuda a su amo para encontrar a Elena.

### Personajes reales
- Bohun: personaje real es el antagonista de Juan Skrzetuski. Enamorado de Elena, intentara por todos los medios hacerse con ella.
- Bohdán Jmelnytsky: atamán cosaco que dará comienzo a la revuelta. A pesar de su papel como cabeza de la revuelta será retratado como un líder con virtudes tanto éticas como militares.
- Jeremias Visnovieski: noble polaco, auténtico héroe de la defensa polaca contra los cosacos. Al igual que su antagonista- Bohdán Jmelnytsky- será retratado con virtudes tanto éticas como militares.

## Adaptaciones cinematográficas
En 1999 el director polaco Jerzy Hoffman estreno la película A sangre y fuego, versión de la novela, que fue la película polaca más cara jamás rodada hasta que se vio superada en 2001 por una adaptación de la también novela de Henryk Sienkiewicz, Quo vadis.
En 2011 se publicó un videojuego basado en la novela, Mount & Blade: With Fire & Sword.

## Traducciones al español
- Henryk Sienkiewicz, Por el hierro y por el fuego, El Correo Español, Madrid, 1904.
- Henryk Sienkiewicz, A sangre y fuego, Ciudadela, 2007, 424 págs, ISBN 978-84-96836-14-3.